# Алифуши
Алифуши (мальд. އަލިފުށި) — один из обитаемых островов в составе административного атолла Раа, Мальдивы.
Расположен в северной части Мальдивского архипелага, примерно в 210 км от столицы страны, города Мале. Составляет 950 м в длину и 750 м в ширину. Площадь острова — 58,3 га. По данным на 2006 год население Алифуши насчитывало 1974 человека: 939 мужчин и 1035 женщин. Возрастная структура населения: 984 человека — младше 18 лет (50 %); 229 человек — от 19 до 25 лет; 641 человек — от 26 до 64 лет и 120 человек — в возрасте 65 лет и старше. Уровень грамотности населения — 97,7 %.
Всего на острове насчитывается 313 домашних хозяйств, то есть в среднем на 1 хозяйство приходится 6,3 человека. Имеется 2 школы.